# Kustjärnen (Envikens socken, Dalarna)
Kustjärnen är en sjö i Falu kommun i Dalarna och ingår i Dalälvens huvudavrinningsområde.